# Пальчинский, Пётр Иоакимович
Пётр Иоаки́мович Пальчи́нский (иногда отчество — Аки́мович) (1875—1929) — русский и советский горный инженер, экономист и политический деятель. «Герой Труда» (1925).

## Биография
Родился в городе Сарапул, Вятская губерния, 27 сентября (9 октября) 1875 года в семье лесничего Иоакима Фёдоровича Пальчинского (вскоре мать с детьми переехали в город Казань, а отец остался с другой семьёй), мать — Александра (18?— ноябрь 1893), сестра народника Н. В. Чайковского.
- Старший брат — Фёдор, учился в Рижском политехническом институте.
- Сёстры — Анна, Лёля, Соня.
- Дядя — Н. А. Машковцев — оплатил учёбу в Горном институте и отправлял на лечение.

### Образование
В 1893 году окончил реальное училище в городе Казань.
В 1892 году переехал в Санкт-Петербурге, поступал, но не прошёл по конкурсу в Горный институт, зарабатывал репетиторством.
В 1893—1900 годах учился в Горном институте.
- В 1894 году в память об Александре III организовал в институте библиотеку.
- В 1896—1897 годах болел нервным расстройством, поправлял здоровье в Крыму и в Австрии (Грац).
- В 1897 году 4 месяца был в экспедиции в Туркестане, затем на стажировке на рудниках во Франции, где познакомился со своим дядей Н. В. Чайковским.
- В 1899 году принимал участие в студенческих волнениях, создал нелегальную кассу взаимопомощи для студентов, а затем бюро труда, помогавшее студентам получать подработку. Организовал также студенческую столовую и занимался изданием курсов лекций преподавателей института. В молодости был близок к анархистам, сторонник идей П. А. Кропоткина. Интерес к анархизму сохранил и в зрелые годы — в 1920-е годы участвовал в деятельности Кропоткинского комитета.

### Горный инженер
В 1900 году получил специальность горный инженер и чин — титулярный советник.
Под руководством Л. И. Лутугина работал инженером и проводил исследования на шахтах Донбасса, в Комиссии по обследованию Донбасса, в Совете по разработке железнодорожных тарифов для Северо-Восточного района Донбасса.
По призыву служил в армии — полевая артиллерия, получил воинское звание прапорщик.
В 1902 году переехал в Иркутскую губернию, работал директором-распорядителем Головинского горнопромышленного товарищества Черемховского района.
С 1903 года — член Русского технического общества. Занимался изысканиями по строительству железных дорог к угольным месторождениям.
В 1905 году принял участие в революционных событиях в Павловске и в Иркутской губернии. Был секретарём Комитета (Совета) служащих и рабочих управления депо и станции Иркутск, координировал пропуск поездов на японский фронт.
5 января 1906 года был арестован, три месяца пробыл в тюрьме и оставлен под надзором полиции.
19 октября 1906 года организовал товарищество «Бельчир-Заблагарские рудники горного инженера Пальчинского и Ко».
В 1906—1907 годах разработал программу комплексного развития Сибири на основе горнодобывающей промышленности.
В 1907 году подвергся административной высылке, выехал в Санкт-Петербург, затем Харьков. Участвовал в работе Совета Съездов горнопромышленников юга России.
27 апреля 1908 года был уволен со службы по Главному горному управлению.

### Эмиграция и экономические исследования
Уголовное дело против Пальчинского закрыто не было, и ввиду угрозы суда (на котором ему грозил приговор к каторжным работам) он эмигрировал из России. Официально числился представителем Совета Съездов горнопромышленников юга России за границей. Жил в Лондоне, где принимал активное участие в жизни эмигрантской колонии, стал одним из организаторов «Русского кружка им. А. И. Герцена». Кроме того, в период эмиграции совершенствовал свои инженерные знания, занимался экономическими исследованиями, в том числе подготовил многотомное описание европейских портов, в том числе с целью их использования для нужд расширявшегося российского экспорта. Подготовил предложения по развитию азовских портов и строительству приморских железных дорог.
В 1911 году руководил горнопромышленным отделом Всемирной промышленной выставки в Турине, посвящённой 50-летию объединения Италии. За заслуги получил благодарность от министра финансов и торговли Италии и был награждён дипломом выставки и дипломом «За заслуги». Посетивший выставку министр торговли и промышленности России С. И. Тимашев встретился с Пальчинским и объявил ему благодарность.
Затем переехал в Рим и получил право на ввоз в Россию из Италии клеёной фанеры по специальному (в 10 раз ниже принятого) именному тарифу; был назначен уполномоченным и заведующим отделом Совета Союза горнопромышленников юга России.

### Возвращение в Россию
В 1913 году, после объявления амнистии, вернулся в Россию. Сразу же по возвращении стал акционером ряда промышленных фирм, членом правления акционерного общества «Лысьвенский горный округ» и директором правления акционерного общества «Люборад», консультантом Азово-Черноморского банка. Являлся организатором синдиката «Продуголь».
Во время Первой мировой войны был создателем Комиссии содействия промышленности в связи с войной (при Русском техническом обществе — РТО), с июня 1915 года комиссия была преобразована в Комитет военно-технической помощи (КВТП). Активный деятель Центрального военно-промышленного комитета. Сторонник государственного регулирования экономики, участвовал в процессе переориентации отечественной промышленности с импортных на внутренние ресурсы. Участвовал в деятельности одной из масонских лож Великого Востока народов России.
Февральская революция
Участвовал в Февральской революции 1917 года, входил в состав Военной комиссии Временного комитета Государственной думы. Распорядился взять под охрану электростанции и военные предприятия, направил вооружённые отряды занять телефонную станцию, телеграф, почту, вокзалы, Государственный банк, экспедиции, Генеральный штаб. Был избран членом исполнительного комитета Совета рабочих и солдатских депутатов.
В марте возглавил Комитет военно-технической помощи и был назначен главноуполномоченным Временного правительства по снабжению металлами и топливом, стал товарищем министра торговли и промышленности. С марта — также товарищ председателя Особого совещания для обсуждения и объединения мероприятий по обороне государства, исполнял обязанности председателя при обсуждении вопросов, касавшихся металлов и топлива. Многие современники признавали масштаб его деятельности; так, социал-демократ Н. Н. Суханов считал, что Пальчинский — «даровитый и универсальный инженер, душой и телом преданный отечественной промышленности, связанный с десятками всяких предприятий, банков, синдикатов». В мае его кандидатура рассматривалась на пост военного министра. Руководил секвестром промышленных предприятий, реорганизацией управления нефтяным делом. Экономист Я. М. Букшпан назвал его «одним из наиболее деловых представителей Временного правительства».
В августе был противником выступления генерала Л. Г. Корнилова. 28 августа председатель Временного правительства А. Ф. Керенский назначил Пальчинского помощником по гражданской части генерал-губернатора Петрограда и окрестностей. С 30 августа был генерал-губернатором Петрограда, находился на этом посту в течение недели, руководил созданием инженерной защиты города в условиях германского наступления.
Октябрьская революция
В условиях начавшейся большевистской революции, стал помощником уполномоченного правительства по водворению порядка в столице Н. М. Кишкина. 25 октября (7 ноября) 1917 года был назначен Начальником обороны Зимнего дворца, был арестован победившими большевиками и заключён в Петропавловскую крепость. Через четыре месяца освобождён под большой залог, но в 1918 и 1919 годах вновь арестовывался Петроградским ЧК, 6 сентября 1918 года был включён в список 122 видных заложников.

### Научная и хозяйственная работа
Ввиду того, что постоянный консультант Госплана инженер П. А. Пальчинский 18 января с. г. в три часа дня
выступает в качестве докладчика в Южбюро по вопросу о восстановлении южной металлургии, имеющей особо важное значение в настоящий момент,
президиум Госплана просит Ревтрибунал освободить тов. Пальчинского к указанному выше часу для исполнения возложенного на него поручения.
С 1918 года — председатель Русского технического общества. Занимался разведкой запасов сланцев в России. Организовал исследовательский институт «Поверхность и недра», издавал одноимённый журнал, с 1920 года был профессором Петроградского горного института, читал комплексные геолого-экономические курсы по природным газам и смолам. Основал в Москве Клуб горных деятелей.
В 1920-е годы входил в состав Центрального совета экспертов и Научно-технического совета Главного экономического управления Высшего совета народного хозяйства (ВСНХ), был постоянным консультантом Госплана СССР, участвовал в составлении плана электрификации России (ГОЭЛРО). Являлся одним из крупнейших специалистов в России в области экономики горного дела. В 1924—1925 годах под его редакцией вышли пять выпусков труда «Естественные минеральные строительные материалы Европейской России». Был консультантом при разработке проекта Днепрогэса.
В 1922 году был арестован, два месяца находился в тюрьме.
Во время высылки видных представителей интеллигенции отказался уехать за границу, так объясняя свою позицию:

Моё место — здесь. Мы должны хранить и укреплять наше хозяйственное и культурное наследие. Это долг всей интеллигенции, ещё не убитой и не расстрелянной большевиками. Мы должны помогать им, и искренне, всеми силами стремиться к восстановлению страны теперь, когда они решили покончить с разрушениями и перейти к положительной работе.

### Последний арест и гибель
21 апреля 1928 года был вновь арестован, обвинён в участии в деятельности совета Союза инженерных организаций — по версии ОГПУ, тайной антисоветской организации. Находился в заключении во Внутренней тюрьме ОГПУ на Лубянке и в Бутырской тюрьме, 22 мая 1929 года был приговорён Коллегией ОГПУ к расстрелу по обвинению в руководстве заговором и вредительством на железнодорожном транспорте и в золото-платиновой промышленности.

## Семья
- Жена (с 1899) — Нина Александровна (27 декабря 1878—1938), урождённая Бобрищева-Пушкина[8], в её роду были братья-декабристы Бобрищевы-Пушкины.Расстреляна в 1938 году в Ленинграде. Реабилитирована посмертно.

## Членство в организациях
1903 — член Русского технического общества (РТО).

## Память
- В Государственном архиве РФ есть фонд П. А. Пальчинского Архивная копия от 22 марта 2018 на Wayback Machine.

### В литературе
Пальчинский явился прототипом Петра Ободовского, одного из героев повествования А. И. Солженицына «Красное колесо». В «Архипелаге ГУЛАГ» Солженицын также писал о Пальчинском, перечисляя сферы его научных интересов:

Это был инженер-учёный с широтой интересов поразительной. Выпускник (1900) Горного института, выдающийся горняк, он, как мы видим из списка его трудов, изучал и оставил работы по общим вопросам экономического развития, о колебаниях промышленных цен, об экспорте угля, об оборудовании и работе торговых портов Европы, экономических проблемах портового хозяйства, о технике безопасности в Германии, о концентрации в германской и английской горной промышленности, о горной экономике, о восстановлении и развитии промышленности стройматериалов в СССР, об общей подготовке инженеров в высших школах — и сверх того работы по собственно-горному делу, описание отдельных районов и отдельных месторождений (и ещё не все работы известны нам сейчас).

Когда арестовали инженера Пальчинского, жена его Нина писала вдове Кропоткина: «Осталась я совсем без средств, никто ничем не помог, все чураются, боятся… Я теперь увидала, что такое друзья. Исключений очень мало» (Письмо от 16 августа 1929, Рукописный отдел Государственной библиотеки им. В. И. Ленина, ф. 410, карт. 5, ед. хр. 24.)

В Старой Руссе смотрели кинофильм «Ленин в Октябре». Кто-то обратил внимание на фразу: «Это должен знать Пальчинский!» — а Пальчинский-то защищает Зимний Дворец. Позвольте, а у нас медсестра работает — Пальчинская! Взять её! И взяли. И оказалось, действительно — жена, после расстрела мужа скрывшаяся в захолустье.